# Згорнє Партинє
Згорнє Партинє (словен. Zgornje Partinje) — поселення в общині Светий Юрій-в-Словенських Горицях, Подравський регіон‎, Словенія.